# Олимпийский комитет Китайской Народной Республики
Олимпийский комитет Китая (кит. трад. 中國奧林匹克委員會, упр. 中国奥林匹克委员会, пиньинь Zhōngguó Àolínpǐkè Wěiyuánhuì) — организация, представляющая КНР в международном олимпийском движении. Основан в 1910 году; зарегистрирован в МОК в 1979 году.
Штаб-квартира Расположена в Пекине. Является членом Международного олимпийского комитета, Олимпийского совета Азии и других международных спортивных организаций. Осуществляет деятельность по развитию спорта в Китае.

## Председатели Олимпийского комитета КНР с 1979 года
- Чжун Шитун (1979—1985)
- Ли Мэнхуа (1986—1988)
- Хэ Чжэньлян (1989—1994)
- У Шаоцзу (1995—1999)
- Юань Вэйминь (2000—2005)
- Лю Пэн (2005 — н.в.) [2]

## Общее количество медалей Китая
| Общее количество медалей Китая |       |                       |        |         |        |       |
| Год                            | Место | Страна-хозяин         | Золото | Серебро | Бронза | Всего |
| 1996                           | 4     | Атланта США           | 16     | 22      | 12     | 50    |
| 2000                           | 3     | Сидней Австралия      | 28     | 16      | 14     | 58    |
| 2004                           | 2     | Афины Греция          | 32     | 17      | 14     | 63    |
| 2008                           | 1     | Пекин Китай           | 51     | 21      | 28     | 100   |
| 2012                           | 2     | Лондон Великобритания | 38     | 27      | 23     | 88    |